# Palais des concerts de Turku

Le palais des concerts de Turku (en finnois : Turun konserttitalo) est un centre de concerts  situé sur la place Puutori du quartier VI à Turku en Finlande. 

## Description

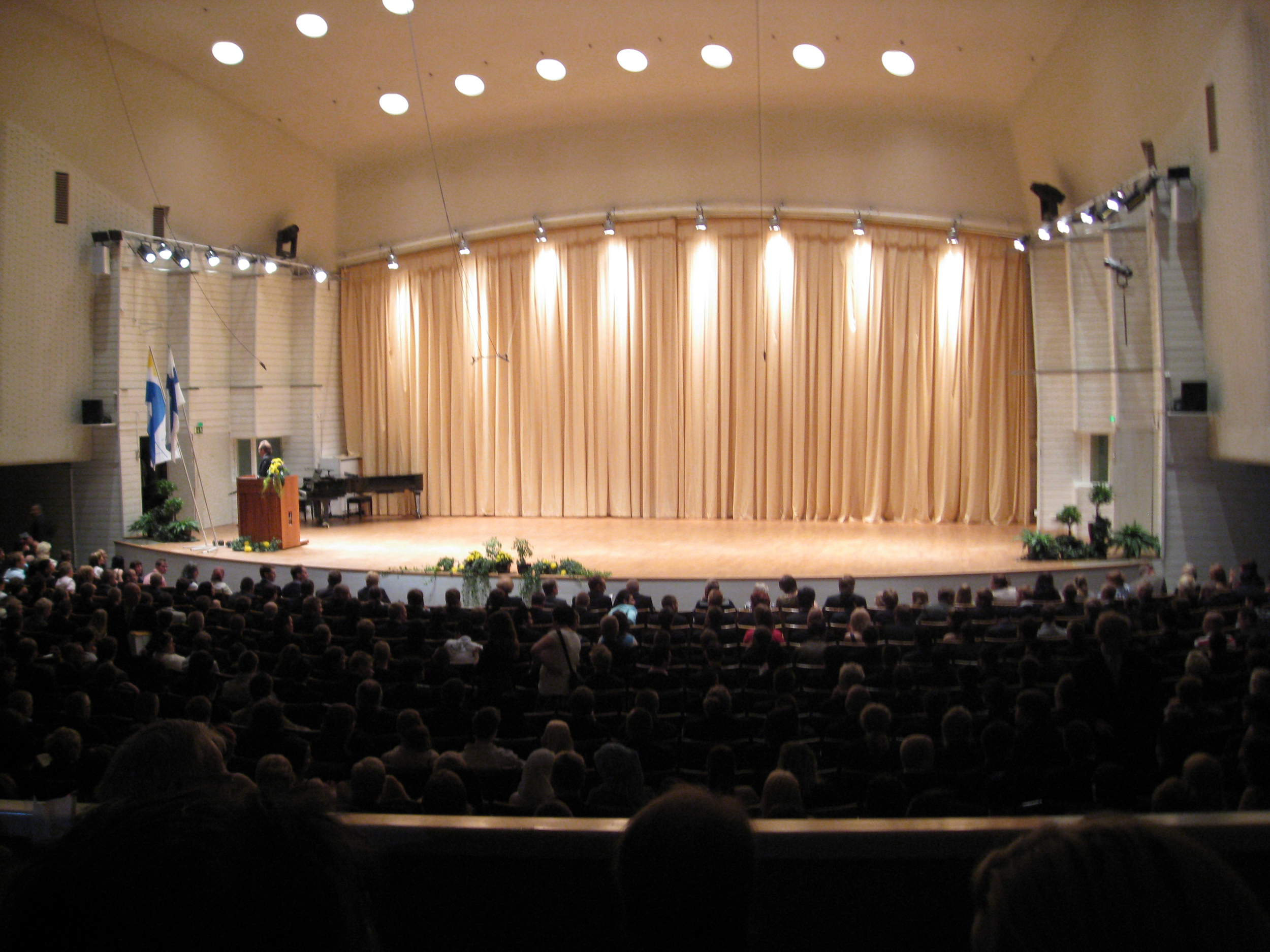
L'auditorium.

Le palais des concerts est le plus ancien de Finlande.
Il héberge l'orchestre philharmonique de Turku  .
Le palais a une salle unique de 1002 places conçue seulement pour les concerts, bien qu'on y organise aussi des conférences, expositions et autres événements.
Les décorations murales sont dues à Olli Miettinen.
Son acoustique a été conçue par Paavo Arni.  